# Conus dorotheae
Conus dorotheae is een in zee levende slakkensoort uit het geslacht Conus. De slak behoort tot de familie Conidae. Conus dorotheae werd in 2010 beschreven door Monnier & Limpalaër. Net zoals alle soorten binnen het geslacht Conus zijn deze slakken roofzuchtig en giftig. Zij bezitten een harpoenachtige structuur waarmee ze hun prooi kunnen steken en verlammen.